# Étienne Mimard
Étienne Mimard est un armurier et un industriel français, né à Sens le 18 janvier 1862 et mort à Saint-Étienne le 14 juin 1944. Il fonde avec Pierre Blachon la Manufacture française d'armes et cycles de Saint-Étienne, qui devient Manufrance en 1947.

## Biographie

### Jeunesse
Étienne Mimard voit le jour à Sens, dans l'Yonne le 18 janvier 1862. Il est le fils unique de Pierre Étienne Mimard, qui exerce le métier d'armurier.
Il effectue sa scolarité dans sa ville natale et obtient d'abord son certificat d'études puis un diplôme d’ingénieur en dessin d’imitation et ornements. Une fois ses études terminées, il part pour Saint-Étienne en 1883.

### Âge d'or stéphanois
Quelques années après la reprise de la société Martinier-Collin, Étienne Mimard et Pierre Blachon, un armurier, s'installèrent dans le site construit cours Fauriel à partir de 1892 par l'architecte Lamaizière. Les deux fondent la Manufacture française d'armes et cycles de Saint-Étienne, qui deviendra Manufrance en 1947. Mimard dirigea l'entreprise de sa fondation en 1885 à sa mort en 1944.
La réussite de l'entreprise est due au fait que Mimard comprend très tôt la complémentarité des productions d'armes et de cycles, des productions qui présentent en effet des similitudes au niveau de l'outillage et des compétences nécessaires. Mimard est avant tout un industriel moderne. Il souhaite créer une « usine modèle » intégrant les progrès techniques les plus récents. Il modernise ainsi la production en s'inspirant notamment du taylorisme.
Le bilan de leurs innovations est important : ils ont créé à la fois une grande manufacture, un centre d'innovation technique, un système inédit de vente par correspondance (le catalogue Manufrance qui atteint 1 million d'exemplaires), un centre d'édition (Le Chasseur français), des fusils de renom (Robust, Ideal, Simplex...).
Durant la seconde guerre mondiale, Etienne Mimard refusa de collaborer avec les allemands qui souhaitaient qu'il construise des armes et des obus.
Il mourra en 1944, en faisant de la ville de Saint-Etienne son légataire universel en leur demandant en contrepartie d'investir dans l'enseignement technique et professionnel dont il a toujours été un grand défenseur et sponsor. La légende raconte que Mimard aurait été enterré debout face à son entreprise. Il a été un entrepreneur emblématique et idéal-type du XIXe siècle. Ainsi, de son bureau il disposait d'une vue d'ensemble sur les ateliers, et avait fait modifier le clavier des machines à écrire de son entreprise, afin que les dactylos formées chez lui ne puissent travailler ailleurs.